# روجر كيرك
روجر كيرك (بالإنجليزية: Roger Kirk)‏ هو دبلوماسي أمريكي، ولد في 2 نوفمبر 1930 في نيوبورت في الولايات المتحدة.

## وصلات خارجية
- روجر كيرك على موقع إن إن دي بي (الإنجليزية)